# Guinee op de Olympische Zomerspelen 2020
Guinee nam deel aan de Olympische Zomerspelen 2020 in Tokio, Japan. De selectie bestond uit vijf atleten, actief in vier verschillende disciplines. De atleten wisten geen medailles te behalen. 

## Atleten
Hieronder volgt een overzicht van de atleten die zich verzekerd hebben van deelname aan de Olympische Zomerspelen 2020.
| sport     | mannen | vrouwen | totaal |
| --------- | ------ | ------- | ------ |
| Atletiek  | 0      | 1       | 1      |
| Judo      | 1      | 0       | 1      |
| Worstelen | 0      | 1       | 1      |
| Zwemmen   | 1      | 1       | 2      |
| totaal    | 2      | 3       | 5      |

## Sporten

### Atletiek
Vrouwen
Loopnummers
| atleet             | onderdeel | series | series | kwartfinale    | kwartfinale    | halve finale   | halve finale   | finale         | finale         |
| atleet             | onderdeel | tijd   | rang   | tijd           | rang           | tijd           | rang           | tijd           | rang           |
| ------------------ | --------- | ------ | ------ | -------------- | -------------- | -------------- | -------------- | -------------- | -------------- |
| Aissata Denn Conte | 100 m     | 12,43  | 7      | niet geplaatst | niet geplaatst | niet geplaatst | niet geplaatst | niet geplaatst | niet geplaatst |

### Judo
Mannen
| atleet            | onderdeel | eerste ronde         | tweede ronde         | derde ronde          | kwartfinale          | halve finale         | herkansing           | finale / BM          | finale / BM    |
| atleet            | onderdeel | tegenstander uitslag | tegenstander uitslag | tegenstander uitslag | tegenstander uitslag | tegenstander uitslag | tegenstander uitslag | tegenstander uitslag | rang           |
| ----------------- | --------- | -------------------- | -------------------- | -------------------- | -------------------- | -------------------- | -------------------- | -------------------- | -------------- |
| Mamadou Samba Bah | −73 kg    | Tsend-Ochir V 00-10  | niet geplaatst       | niet geplaatst       | niet geplaatst       | niet geplaatst       | niet geplaatst       | niet geplaatst       | niet geplaatst |

### Worstelen

#### Vrije stijl
Vrouwen
| atlete           | onderdeel | eerste ronde         | kwartfinale          | halve finale         | herkansing           | finale / BM          | finale / BM    |
| atlete           | onderdeel | tegenstander uitslag | tegenstander uitslag | tegenstander uitslag | tegenstander uitslag | tegenstander uitslag | rang           |
| ---------------- | --------- | -------------------- | -------------------- | -------------------- | -------------------- | -------------------- | -------------- |
| Fatoumata Camara | −57 kg    | Kawai V 1-3          | niet geplaatst       | niet geplaatst       | niet geplaatst       | niet geplaatst       | niet geplaatst |

### Zwemmen
Mannen
| atleet      | onderdeel       | series | series | halve finale   | halve finale   | finale         | finale         |
| atleet      | onderdeel       | tijd   | rang   | tijd           | rang           | tijd           | rang           |
| ----------- | --------------- | ------ | ------ | -------------- | -------------- | -------------- | -------------- |
| Mamadou Bah | 50 m vrije slag | 26,52  | 61     | niet geplaatst | niet geplaatst | niet geplaatst | niet geplaatst |

Vrouwen
| atlete        | onderdeel        | series       | series       | halve finale   | halve finale   | finale         | finale         |
| atlete        | onderdeel        | tijd         | rang         | tijd           | rang           | tijd           | rang           |
| ------------- | ---------------- | ------------ | ------------ | -------------- | -------------- | -------------- | -------------- |
| Mariama Toure | 100 m schoolslag | niet gestart | niet gestart | niet geplaatst | niet geplaatst | niet geplaatst | niet geplaatst |